# Golpe de Estado na Espanha em 1981

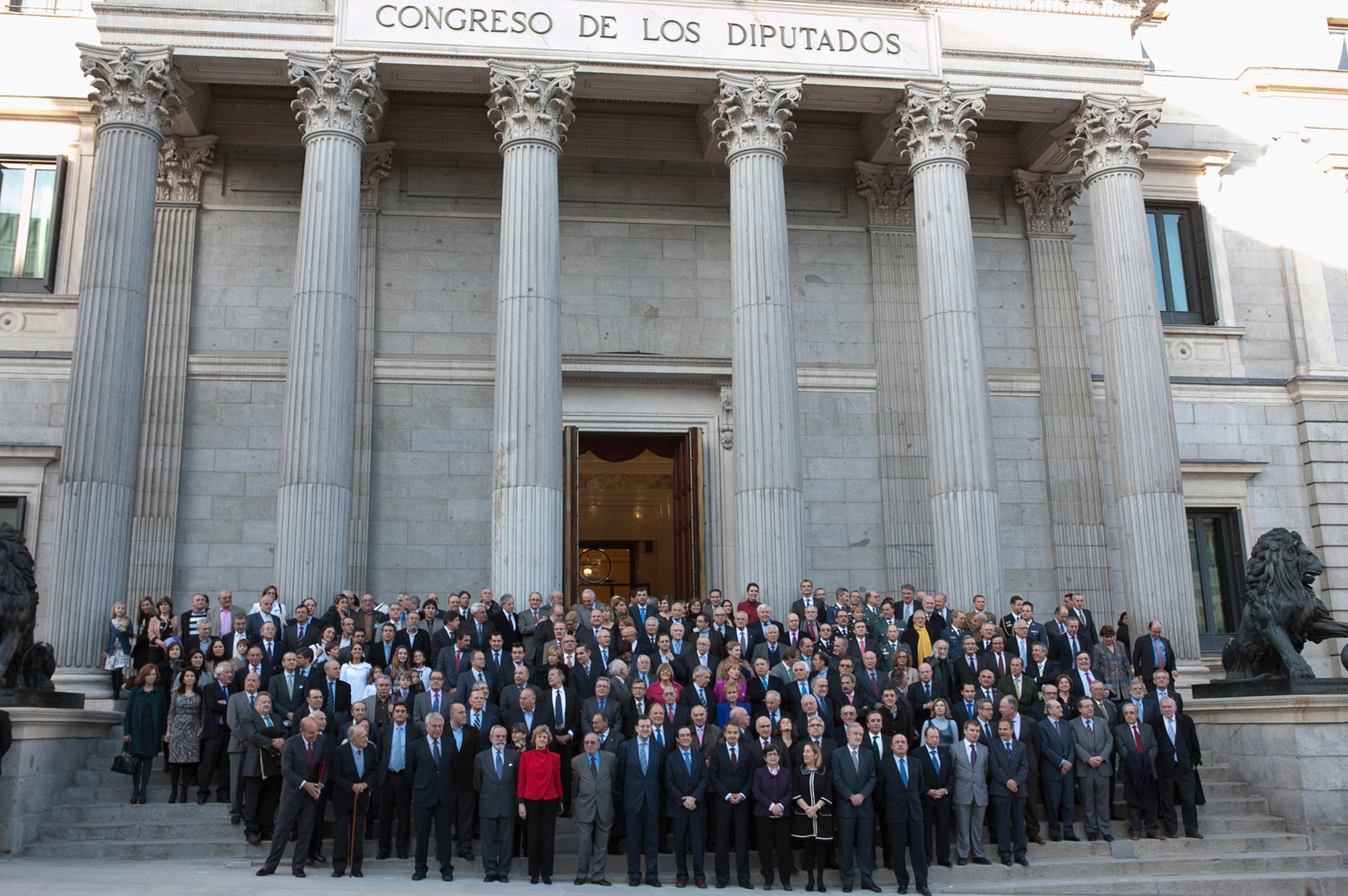
Fotografia dos participantes nos atos de comemoração do 30.º aniversário do fracasso do golpe de Estado de 23 de fevereiro.

O frustrado golpe de Estado de 23 de Fevereiro de 1981 na Espanha, também conhecido como 23-F, foi uma tentativa de golpe de estado perpetrada por certos militares, sendo o acontecimento mais representativo o assalto ao Congresso dos Deputados por um numeroso grupo de guardas civis, comandado pelo tenente-coronel Antonio Tejero. O assalto ocorreu durante a votação do candidato para Presidente do Governo da Espanha, Leopoldo Calvo-Sotelo, da UCD.

## Antecedentes
O golpe de estado de 1981 encontra-se estreitamente ligado com os acontecimentos da Transição espanhola. Quatro elementos geraram uma tensão permanente, que o governo de UCD não conseguiria conter: os problemas derivados da crise econômica, as dificuldades para articular uma nova organização territorial do Estado, as ações terroristas protagonizadas pela ETA e a resistência de certos sectores do exército a aceitar um sistema democrático.
Os primeiros sintomas do mal-estar no exército ocorreram em Abril de 1977, quando por ocasião da legalização do PCE, a 9 desse mesmo mês, Sábado Santo, demitiu o almirante Pita da Veiga, ministro de Marinha e o Conselho Superior do exército emitiu uma nota na qual manifestava a sua desconformidade com a legalização, embora a acatasse.
Em Novembro de 1978 ocorre a desarticulação da Operação Galáxia, uma intentona golpista, pela qual o seu principal responsável, Antonio Tejero, seria condenado a sete meses de prisão.
Enquanto crescia a vontade golpista em setores do exército e da extrema direita, o governo progride no começo da década para uma profunda crise, que durante 1980 tornar-se-ia cada vez mais insustentável. Entre os principais acontecimentos destacaram-se a remodelação do governo a 3 de Maio, a moção de censura apresentada contra Adolfo Suárez por parte do PSOE no período 28-30 de Maio, a demissão a 22 de Julho do vice-presidente do Governo, Fernando Abril Martorell, que produziu uma nova remodelação em Setembro, e a escolha em Outubro de Miguel Herrero y Rodríguez de Miñón, candidato alternativo à proposta oficial de presidente do grupo parlamentar centrista promovida por Suárez.
A debilidade crescente de Suárez no seu próprio partido, propiciou a sua demissão como presidente do Governo e da UCD a 29 de Janeiro de 1981, numa intervenção televisiva, após a qual, os acontecimentos se irão precipitar. A 1 de Fevereiro, o Coletivo "Almendros" publica no jornal El Alcázar um artigo claramente golpista; de 2 a 4 de Fevereiro, os reis viajam ao País Basco, onde os deputados do Herri Batasuna os recebem com uma forte vaia e vários incidentes, e a 6 de Fevereiro apareceu assassinado o engenheiro da central nuclear de Lemóniz, José María Ryan, sequestrado alguns dias antes, enquanto se seguia sem notícias de outro industrial seqüestrado, Luís Suñer.
No meio deste tenso clima, começaram os processos de substituição de Suárez. De 6 a 9 de Fevereiro celebrou-se o II Congresso de UCD em Maiorca, onde o partido aparecia decomposto, e era nomeado como presidente em funções Agustín Rodríguez Sahagún, e a dia 10 Leopoldo Calvo-Sotelo é nomeado candidato a presidente do Governo.
As tensões aumentaram quando a 13 de Fevereiro se dava a notícia da morte na prisão de Carabanchel do suposto militante etarra José Ignacio Arregui, vítima das torturas infligidas na Direção Geral de Seguridade. Isso derivou numa greve geral no País Basco, e no Congresso a um áspero debate entre os grupos parlamentares. O governo destituiu como consequência vários dirigentes policiais, enquanto no ministério do Interior ocorriam demissões em solidariedade com os torturadores e o jornal de extrema direita El Alcázar julgava a ação governamental como uma amostra de debilidade que devia ser atalhada.
A dia 18, Leopoldo Calvo-Sotelo apresentava o seu governo, ainda que na votação a dia 20 não obtinha a maioria necessária para a investidura, pela qual haveria uma nova votação a dia 23, dia que escolheram os golpistas para a sua intentona. Uma tentativa na qual iam confluir as vontades de um golpe duro, promovido pelo tenente-general Jaime Milans del Bosch e um brando promovido pelo general Alfonso Armada, homem de confiança do rei.

## O golpe
No golpe coincidem os diferentes argumentos golpistas que operavam desde o começo da transição, mediante uma ação coordenada.
Às seis em ponto da tarde de 23 de fevereiro começava a votação nominal para a investidura de Leopoldo Calvo-Sotelo como Presidente do Governo da Espanha.
Às 18:21 horas, quando ia emitir o seu voto o deputado socialista Juan Manuel Núñez Encabo, um grupo de guardas civis, encabeçados pelo tenente-coronel Antonio Tejero, irrompeu com a metralhadora na mão no hemiciclo do Congresso dos Deputados. Tejero, desde a tribuna, gritou "Quieto todo el mundo!" e mandou que todos se deitassem no chão.
Instintivamente, como o militar de mais alta graduação ali presente e como vice-presidente do governo, o general Gutiérrez Mellado ergueu-se e, dirigindo-se ao tenente-coronel Tejero, repreendeu os assaltantes, pedindo explicações e ordenando-lhes a deposição das armas. Após uma breve discussão e para reafirmar a sua ordem, Tejero efetua um disparo que foi seguido por umas rajadas das carabinas dos assaltantes. O deputado Santiago Carrillo permanece no seu assento, o presidente Suárez tentou ajudar Gutiérrez Mellado e o resto dos deputados obedeceram a ordem de Tejero.
Pedro Francisco Martín, operador de Televisão Espanhola, gravou quase meia hora do momento, achegando ao mundo um documento audiovisual. Com a tomada do hemiciclo e o sequestro dos poderes executivo e legislativo, tentava-se conseguir o chamado "vazio de poder", sobre o qual se planeava gerar um novo poder político. Mais tarde, quatro dos deputados foram separados do resto: o ainda presidente do Governo, Adolfo Suárez González, o ministro de Defesa, Agustín Rodríguez Sahagún, o líder da oposição, o socialista Felipe González Márquez, o segundo na lista do PSOE, Alfonso Guerra, e o líder do Partido Comunista de Espanha, Santiago Carrillo.
Pouco depois, e seguindo o plano previsto, sublevou-se em Valência o capitão-general da III Região Militar, Jaime Milans del Bosch, levando algumas companhias de carros de combate para a rua, do porto de Valência até o centro da cidade, onde apontaram as armas aos edifícios institucionais. Declarou o estado de exceção e tentou convencer outros militares a secundar a ação. Às nove da noite, um comunicado do Ministério do Interior informava da constituição de um governo provisório com subsecretários de diferentes instâncias ministeriais, presidido por Francisco Laína, para assegurarem a governação do Estado e em estreito contato com a Junta de Chefes do Estado-Maior. Entretanto, outro general golpista, Torres Rojas, fracassava na sua tentativa de retirar o comando da Divisão Couraçada Brunete ao general Juste, chefe da mesma, abortando a pretensão de ocupar os pontos estratégicos da capital, entre eles a sede de Rádio e Televisão, e da difusão de um comunicado relatando o sucesso do golpe.
A recusa do rei em apoiar o golpe ajudou a abortá-lo ao longo da noite. Também destacou a atitude do presidente da Generalitat de Catalunha Jordi Pujol, que pouco antes das dez da noite transmitia ao país pelas emissoras de Rádio Nacional e Rádio Exterior uma alocução na qual apelava à tranquilidade. Até a uma da madrugada houve diligências a partir do Hotel Palace, nas cercanias do Congresso, lugar eleito como centro de operações pelo general Aramburu Topete, então Diretor Geral da Guarda Civil e o general Sáenz de Santa Maria, pela sua vez Diretor Geral da Polícia Nacional. Por ali também passou o general Alfonso Armada, parte do plano golpista, que pretendia, simulando negociar com os assaltantes, propor-se como solução. O seu secreto plano de golpe emulando o general francês De Gaulle fracassou perante a recusa de Tejero a que este presidisse um governo do qual também fariam parte socialistas e comunistas. Mais tarde, descobertos os seus planos, seria removido do seu posto de 2º Chefe do Estado-Maior do Exército pela sua implicação na conspiração golpista.
À meia-noite, Alfonso Armada apresentou-se no Congresso com um duplo objetivo: convencer o tenente-coronel Tejero para depor as armas e assumir ele próprio o papel de chefe do Governo sob as ordens do rei, em atitude claramente anticonstitucional. No entanto, Armada não era a "autoridade competente" esperada e foi despachado por Tejero.
Por volta da uma da manhã de 24 de Fevereiro, o rei interveio na televisão, vestido com uniforme de capitão-general para se situar contra os golpistas, defender a Constituição espanhola, chamar à ordem as Forças Armadas na sua qualidade de comandante-em-chefe e desautorizar Milans del Bosch. A partir desse momento o golpe dá-se por fracassado. Milans del Bosch, isolado, cancelou os seus planos às cinco da manhã e foi detido, enquanto Tejero resistiu até o meio-dia. Seria, porém, durante a manhã do dia 24 que os deputados foram libertos.

## Reações internacionais
Imediatamente ao ocorrer o assalto ao Congresso, o golpe foi condenado com toda dureza pelos países da Comunidade Econômica Europeia (mais tarde, União Europeia), com os que Espanha estava negociando uma adesão, que ocorreria finalmente em 1986. Dentre todos os estados membros destacou o protesto do Reino Unido e da então Primeira Ministra, Margaret Thatcher, que qualificou a sublevação militar como "um ato terrorista".
Pela sua vez, os Estados Unidos mantiveram-se oficialmente neutrais quanto ao processo, embora não haja evidencias de que a administração Reagan soubesse do mesmo com antecedência, houve atitudes suspeitas dos E.U.A. como o acréscimo dos movimentos norte-americanos no estreito de Gibraltar nos dias imediatamente anteriores e o estado de alerta decretado na base aérea de Torrejón de Ardoz desde o domingo anterior ao golpe. O próprio Tejero, sentado no banco dos réus durante o julgamento que seguiu o golpe, afirmou sem reparos que "tanto o governo dos E.U.A. quanto o Vaticano foram sondados pelo general Armada".
Após a entrada de Tejero no Hemiciclo, o Secretário de Estado norte-americano, o general Alexander Haig, limitou-se a dizer que "O assalto do Congresso dos Deputados é um assunto interno dos espanhóis", o que lhe valeu severas críticas internacionais; uma vez fracassado o golpe, mudou as suas declarações para um surpreendente "Temos que nos congratular de que na Espanha triunfasse a democracia".
Pela sua vez, o Vaticano não realizou declaração alguma até o dia 24, que condenou o golpe já fracassado.

## O juízo e as consequências do golpe
Após o golpe ficaram alguns interrogantes, especialmente referidos ao papel que jogou cada um dos principais golpistas e especialmente às intenções e apoios do general Armada. As consequências mais destacadas foram o começo de um processo de involução autonômica com a aprovação da Lei Orgânica de Harmonização do Processo Autonômico (LOAPA), posteriormente declarada inconstitucional, e que a monarquia saiu reforçada entre a população e os meios políticos.
No juízo seguido com posterioridade frente do Conselho Supremo de Justiça Militar, conhecido como o Juízo de Campamento foram condenados a 30 anos de reclusão, como principais responsáveis pelo golpe de estado, Milans del Bosch, Alfonso Armada e Antonio Tejero Molina.
O argumento civil do golpe nunca foi pesquisado dum modo rigoroso, sendo o único civil condenado o ex-dirigente dos Sindicatos Verticais franquistas Juan García Carrés.
Assim mesmo, não ficou aclarado o papel desempenhado pelo comandante do então denominado CESID, José Luis Cortina, absolto no juízo por falta de provas, embora o capitão Gómez Iglesias, um subordinado seu, fosse condenado por organizar a chegada dos guardas civis assaltantes ao Congresso utilizando veículos, placas de matricula falsas e equipas de transmissões pertencentes à escola de agentes operativos do CESID.
A identidade do popularmente conhecido como Elefante Blanco ("Elefante Branco"), o militar promotor do golpe, que Tejero esperava no Congresso para se fazer cargo do governo e que nunca apareceu, não transcendeu e segue sendo um mistério. Alguns apontam que pudesse ser Alfonso Armada ou Milán del Bosch, partícipes conhecidos no golpe.
Os 30 condenados no juízo foram os seguintes:
Membros das Forças Armadas
1. Jaime Milans del Bosch y Ussía. Tenente-general e capitão-general da III Região Militar. Condenado a 30 anos.
2. Alfonso Armada. General de Divisão e 2º chefe do Estado-Maior do Exército. Condenado a 30 anos.
3. Luis Torres Rojas. General de Divisão e governador militar da Corunha. Condenado a 6 anos, ampliada 12 pelo Tribunal Supremo (TS), indultado em 1988.
4. Diego Ibáñez Inglés. Coronel de Engenheiros e 2º Chefe de Estado-Maior da III Região Militar. Condenado a 5 anos, ampliada a 10 pelo TS.
5. José Ignacio San Martín López. Coronel de Artilharia e chefe de estado-maior da División Acorazada Brunete. Condenado a 6 anos, ampliada a 10 pelo TS.
6. Pedro Mais Oliver. Tenente-coronel de Infantaria. Condenado a 6 anos.
7. Camilo Menéndez Vives. Capitão-de-mar-e-guerra da Armada. Condenado a 1 ano.
8. Ricardo Pardo Zancada. Comandante de Infantaria. Condenado a seis anos, ampliado a 12 pelo TS, indultado em 1989.
9. Calos Alvárez-Arenas y Pardina. Capitão de Infantaria. Três anos de suspensão de emprego.
10. José Pascual Gálvez. Capitão de Infantaria. Três anos de suspensão de emprego.
11. Francisco Dusmet García-Figueras. Capitão de Infantaria. Dois anos de suspensão de emprego.
12. José Cid Fortea. Capitão de Intendência. Dois anos de suspensão de emprego.

Membros da Guarda Civil
1. Miguel Manchado García. Coronel. Condenado a 6 anos, ampliada a 8 pelo TS.
2. Antonio Tejero Molina. Tenente-coronel. Condenado a 30 anos.
3. Vicente Gómez Igleas. Capitão. Condenado a seis anos.
4. Jesús Muñecas Aguilar. Capitão. Condenado a cinco anos.
5. José Luis Abad Gutiérrez. Capitão. Condenado a cinco anos.
6. Enrique Bobis González. Capitão. Condenado a três anos.
7. Francisco Acera Martín. Capitão. Condenado a três anos.
8. Calos Lázaro Corthay. Capitão. Três anos de suspensão de emprego.
9. Juan Pérez de la Lastra. Capitão. Três anos de suspensão de emprego.
10. César Alvárez Fernández. Tenente. Condenado a um ano.
11. Pedro Izquierdo Sánchez. Tenente. Condenado a um ano.
12. Vicente Ramos Rueda. Tenente. Condenado a um ano.
13. Santiago Vecino Núñez. Tenente. Condenado a um ano.
14. Miguel Boza Carranco. Tenente. Condenado a um ano.
15. Jesús Alonso Hernaiz. Tenente. Condenado a um ano.
16. José Núñez Ruano. Tenente. Um ano de suspensão de emprego.
17. Vicente Carricondo Sánchez. Tenente. Um ano de suspensão de emprego.

Civis
1. Juan García Carrés. ex-dirigente dos Sindicatos Verticais franquistas. Condenado a dois anos.